# Montmelard
Montmelard è un comune francese di 323 abitanti situato nel dipartimento della Saona e Loira, nella regione della Borgogna-Franca Contea.

## Società

### Evoluzione demografica
Abitanti censiti